# 江口明末战场遗址

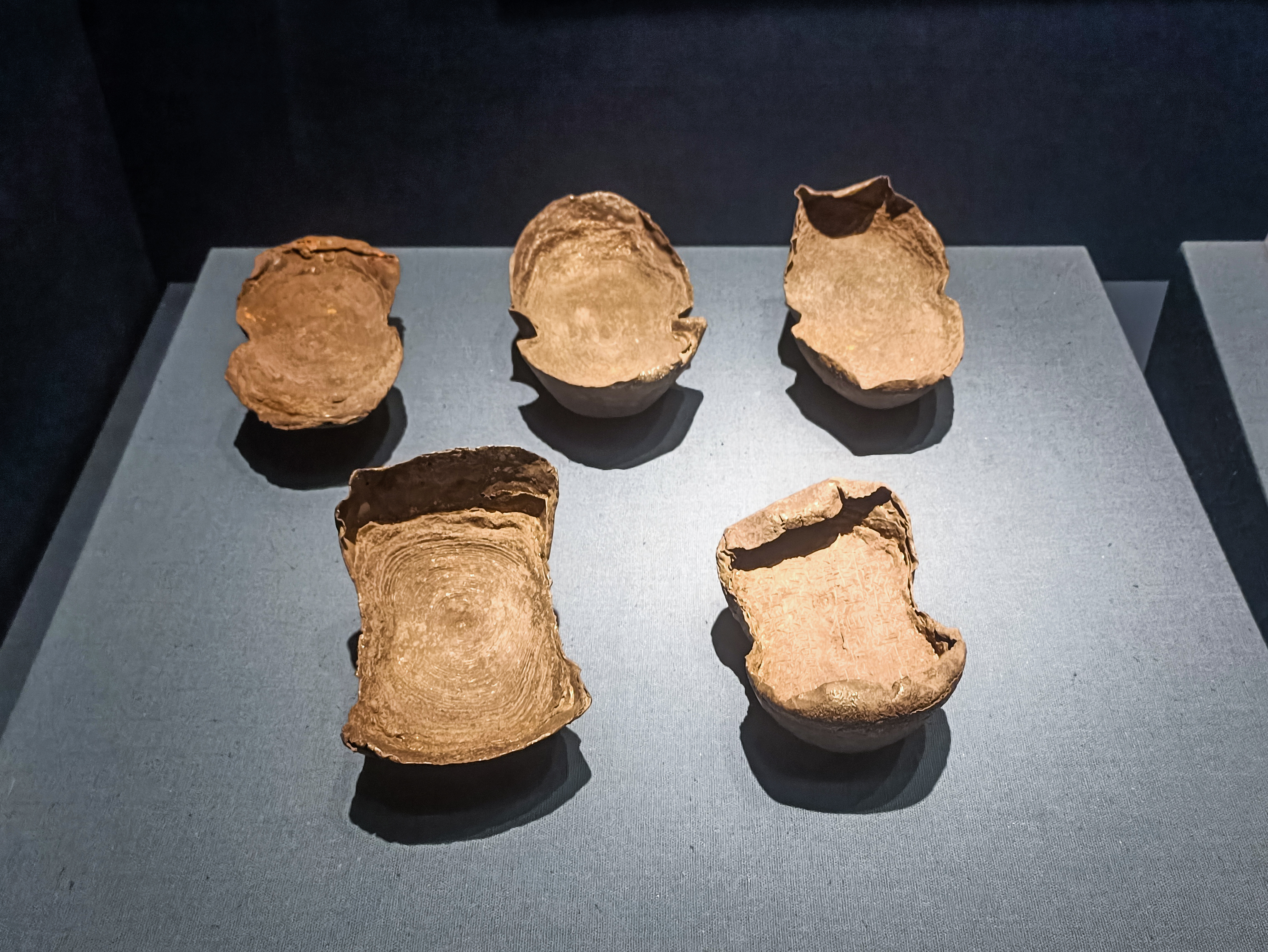
江口出土的银锭，成都博物馆藏

四川彭山江口沉银遗址又名四川彭山江口古战场遗址，位于中華人民共和國四川省眉山市彭山区江口镇岷江河道，分布面积達100万平方米。2010年遺址被列为眉山市文物保护单位。江口沉银遗址将建立博物馆及遗址公园。

## 歷史
1646年，張獻忠攜帶寶藏逃離成都，來到彭山江口時被南明軍官楊展擊敗，大量寶藏沉入岷江中。張獻忠被迫折返成都。
自1920年代起，遺址所在的岷江河道内陆续发现有文物出水。
1990年代，彭山出土明代银锭、金银器等。2005年，江口岷江河道出土明代银锭。此後不斷有人來遺址附近非法盜挖文物。
2011年，岷江彭山段河道里出土一页残缺的金封册，经鉴定为国家一级文物。
2014年，遺址发生特大盗掘案件。其后，警方历时两年时间，抓捕70人，追缴各类文物千余件。为保护遗址，有關文物保護部門決定启动遗址考古项目。
2017年1月開始，考古人員對江口沉银遗址進行首期考古挖掘，截至4月收官，出土文物3萬多件，證實了江口沉銀事件。
2018年1月24日開始，考古人員對江口沉银遗址進行第二期考古发掘，3個月期間出土文物12000餘件。
2020年1月10日至4月28日，考古人員對江口沉银遗址進行第三期考古发掘，出土文物10000余件。其中一枚“蜀世子宝”是中華人民共和國首次发现明朝藩王世子金宝实物。